# 登堂入室
《登堂入室》 (法語：Dans la maison) 是一部法国电影作品，导演为François Ozon。改编自西班牙作家Juan Mayorga创作的舞台剧 The Boy in the Last Row。
该片入围法国凯撒奖六项提名，获得多伦多电影节国际影评人费比西奖，西班牙圣塞巴斯蒂安电影节最佳影片金贝壳奖和最佳编剧奖，2013年欧洲电影奖最佳编剧，同时入选欧洲年度最佳影片之一。

## 剧情
中学文学老师吉尔曼给学生布置作文，要求他们如实记录一天的见闻。16岁学生克劳德的文章在众多乏味的作业中精彩异常、脱颖而出，他写的作文是讲述他如何进入一位同学家中（帮同学拉法辅导数学功课）、窥探对方一家生活的故事。
克劳德是一个安静的观察者，喜欢坐在教室的最后一排，他在9岁时丧母，父亲因出车祸而双腿残疾。吉尔曼被克劳德字里行间所深深吸引，熄灭已久的文学激情亦被点燃（他以前曾出版过一本爱情小说）。他不仅专门辅导才华横溢的克劳德、鼓励他放手创作，还与妻子珍娜持续分享克劳德的文章。克劳德渐渐融入了同学的三口之家中，并对同学的母亲有了好感和情欲幻想。

## 角色
- Fabrice Luchini - 吉尔曼，法语教师
- Ernst Umhauer - 克劳德，16岁的少年，有观察和写作天赋
- Kristin Scott Thomas - 珍娜，吉尔曼的妻子，经营一家画廊
- Bastien Ughetto - 拉法，克劳德的同学，数学成绩差
- Emmanuelle Seigner - Esther，拉法的母亲
- Denis Menochet - 拉法的爸爸，喜欢打篮球，事业上经常与中国人打交道

## 制作
Mandarin Cinéma投资920万欧元，并得到法国电视二台和Mars Films的支持。于2011年8月到9月间拍摄了八周。

## 发行
法国于2012年10月3日由Mars公司发行，德国于同年11月29日上映。